# Homalocephala ozerovi
Homalocephala ozerovi är en tvåvingeart som beskrevs av Nina Krivosheina 1998. Homalocephala ozerovi ingår i släktet Homalocephala och familjen fläckflugor. Inga underarter finns listade i Catalogue of Life.